# Filip Bandžak
Filip Bandžak (Pardubice, Checoslovaquia, 10 de septiembre de 1983) es un cantante checo.

## Biografía
Filip Bandžak nació en Pardubice. Desde los cuatro años ya estudiaba violín en la Escuela Folclórica de Arte de Praga. 
En 1992 del Coro Filarmónico de Niños de Praga, debutando profesionalmente a los 11 años en el Teatro Nacional en la ópera La bohème de Giacomo Puccini. 
Bandžak debutaría el 1995, interpretando a un paje en la obra Rigoletto, en el Teatro Nacional de la ciudad de Praga.
Bandžak continuó sus estudios en la Academia de Artes Teatrales de Rusia. 
En 2013 en la Galería Rudolfino en Praga recibió el galardón más importante de la ópera brindado por la Unión Europea: "Europa de Oro". 
Bandžak actuó de diversos países, Austria, Italia, Polonia, Hungría, Alemania, Ucrania, Kazajistán, Malasia, Singapur, China y Canadá.
En 2014 participó en el Festival Internacional de Música Contemporánea de Lima, y se presentó de piezas de Antonín Dvořák, Wolfgang Amadeus Mozart y Gioachino Rossini.
Ganó un premio especial en el Concurso Internacional de Canto en la ciudad de Ningbo en 2008.
Fue galardonado con el premio en el Gran Prix María Callas, en Atenas en 2009.